# Denmark Super Series 2008
Die Denmark Super Series 2008 waren das neunte Turnier der BWF Super Series 2008 im Badminton. Es fand in Odense, Dänemark, vom 21. Oktober bis 26. Oktober 2008 in der Arena Fyn statt. Das Preisgeld betrug 200.000 US-Dollar.

## Sieger und Platzierte
| Disziplin    | Gold                                        | Silber                              | Bronze                                  |
| ------------ | ------------------------------------------- | ----------------------------------- | --------------------------------------- |
| Herreneinzel | Peter Gade                                  | Joachim Persson                     | Kenneth Jonassen                        |
| Herreneinzel | Peter Gade                                  | Joachim Persson                     | Przemysław Wacha                        |
| Dameneinzel  | Wang Lin                                    | Zhou Mi                             | Lu Lan                                  |
| Dameneinzel  | Wang Lin                                    | Zhou Mi                             | Tine Rasmussen                          |
| Herrendoppel | Markis Kido Hendra Setiawan                 | Fu Haifeng Shen Ye                  | Lars Paaske Jonas Rasmussen             |
| Herrendoppel | Markis Kido Hendra Setiawan                 | Fu Haifeng Shen Ye                  | Cai Yun Xu Chen                         |
| Damendoppel  | Chin Eei Hui Wong Pei Tty                   | Rani Mundiasti Jo Novita            | Nitya Krishinda Maheswari Greysia Polii |
| Damendoppel  | Chin Eei Hui Wong Pei Tty                   | Rani Mundiasti Jo Novita            | Judith Meulendijks Yao Jie              |
| Mixed        | Joachim Fischer Nielsen Christinna Pedersen | Thomas Laybourn Kamilla Rytter Juhl | Robert Blair Imogen Bankier             |
| Mixed        | Joachim Fischer Nielsen Christinna Pedersen | Thomas Laybourn Kamilla Rytter Juhl | David Lindley Suzanne Rayappan          |

## Finalresultate
| Disziplin    | Sieger                                      | Finalist                            | Ergebnis            |
| ------------ | ------------------------------------------- | ----------------------------------- | ------------------- |
| Herreneinzel | Peter Gade                                  | Joachim Persson                     | 21–18, 17–21, 21–14 |
| Dameneinzel  | Wang Lin                                    | Zhou Mi                             | 21–18, 21–10        |
| Herrendoppel | Markis Kido Hendra Setiawan                 | Fu Haifeng Shen Ye                  | 21–18, 21–19        |
| Damendoppel  | Chin Eei Hui Wong Pei Tty                   | Rani Mundiasti Jo Novita            | 23–21, 21–12        |
| Mixed        | Joachim Fischer Nielsen Christinna Pedersen | Thomas Laybourn Kamilla Rytter Juhl | 21–14, 21–17        |

## Ergebnisse

### Herreneinzel Qualifikation
- Martin Delfs –  Henri Hurskainen: 21-17 / 21-10
- Carl Baxter –  Simon Maunoury: 21-16 / 21-16
- Rodrigo Pacheco –  Christian Lind Thomsen: 21-19 / 22-20
- Kasper Ødum –  Martin Bayer: 21-14 / 21-4
- Brice Leverdez –  Martin Kragh: 14-21 / 21-19 / 21-15
- Koen Ridder –  Kaveh Mehrabi: 21-14 / 21-8
- Taufiq Hidayat Akbar –  Kasper Ipsen: 21-18 / 21-16
- Martin Delfs –  Carl Baxter: 21-17 / 12-21 / 23-21
- Kasper Ødum –  Rodrigo Pacheco: 21-14 / 21-5
- Brice Leverdez –  Koen Ridder: 21-13 / 21-11
- Taufiq Hidayat Akbar –  Emil Vind: 21-14 / 21-15

### Herreneinzel
- Hans-Kristian Vittinghus –  Scott Evans: 21-15 / 21-19
- Muhammad Hafiz Hashim –  Arvind Bhat: 18-21 / 21-15 / 21-19
- Bobby Milroy –  Petr Koukal: 22-20 / 21-16
- Lee Yen Hui Kendrick –  Rajiv Ouseph: 21-15 / 23-21
- Martin Delfs –  Brice Leverdez: 21-5 / 18-21 / 21-11
- Wong Choong Hann –  Anand Pawar: 17-21 / 21-12 / 21-18
- Joachim Persson –  Andrew Smith: 21-14 / 21-18
- Eric Pang –  Nguyễn Tiến Minh: 21-17 / 21-17
- Kenneth Jonassen –  Marc Zwiebler: 21-16 / 21-10
- Chetan Anand –  Stephan Wojcikiewicz: 21-6 / 21-15
- Sony Dwi Kuncoro –  Kenichi Tago: 21-11 / 21-19
- Dicky Palyama –  Taufiq Hidayat Akbar: 21-16 / 21-18
- Peter Gade –  Lu Yi: 21-14 / 21-14
- Kasper Ødum –  Chan Yan Kit: 21-11 / 21-6
- Chen Jin –  Peter Mikkelsen: 21-10 / 21-7
- Przemysław Wacha –  Simon Santoso: w.o.
- Muhammad Hafiz Hashim –  Hans-Kristian Vittinghus: 17-21 / 22-20 / 21-13
- Przemysław Wacha –  Bobby Milroy: 21-11 / 21-19
- Lee Yen Hui Kendrick –  Martin Delfs: 21-12 / 18-21 / 21-9
- Joachim Persson –  Wong Choong Hann: 14-21 / 21-8 / 21-19
- Kenneth Jonassen –  Eric Pang: 21-8 / 21-16
- Chetan Anand –  Sony Dwi Kuncoro: 21-18 / 21-18
- Peter Gade –  Dicky Palyama: 21-7 / 21-11
- Chen Jin –  Kasper Ødum: 21-16 / 21-11
- Przemysław Wacha –  Muhammad Hafiz Hashim: 21-15 / 21-18
- Joachim Persson –  Lee Yen Hui Kendrick: 22-20 / 15-21 / 21-10
- Kenneth Jonassen –  Chetan Anand: 19-21 / 21-13 / 21-8
- Peter Gade –  Chen Jin: 21-11 / 21-16
- Joachim Persson –  Przemysław Wacha: 21-16 / 21-15
- Peter Gade –  Kenneth Jonassen: 21-17 / 21-9
- Peter Gade –  Joachim Persson: 21-18 / 17-21 / 21-14

### Dameneinzel Qualifikation
- Linda Zechiri –  Camilla Overgaard: 21-13 / 21-17
- Ai Goto –  Michelle Chan: 21-15 / 21-6
- Kristína Gavnholt –  Elisa Chanteur: 21-12 / 21-16
- Camilla Sørensen –  Karina Jørgensen: 21-14 / 17-21 / 21-15
- Megumi Taruno –  Masayo Nojirino: 16-21 / 22-20 / 21-18
- Christina Andersen –  Shruti Kurien: 21-13 / 10-21 / 21-10
- Ai Goto –  Linda Zechiri: 21-16 / 21-23 / 21-19
- Kaori Imabeppu –  Kristína Gavnholt: 21-14 / 21-18
- Camilla Sørensen –  Nicole Grether: 21-11 / 0-0 ret.
- Megumi Taruno –  Christina Andersen: 21-15 / 21-11

### Dameneinzel
- Wang Lin –  Nanna Brosolat Jensen: 18-21 / 21-16 / 21-11
- Camilla Sørensen –  Anu Nieminen: 21-17 / 21-18
- Megumi Taruno –  Charmaine Reid: 21-14 / 21-9
- Larisa Griga –  Elizabeth Cann: 21-19 / 21-16
- Tine Baun –  Wang Yihan: 21-6 / 21-15
- Judith Meulendijks –  Pia Zebadiah: 21-15 / 21-18
- Susan Egelstaff –  Rachel van Cutsen: 21-18 / 19-21 / 21-17
- Adriyanti Firdasari –  Wang Chen: 21-10 / 19-21 / 21-14
- Eriko Hirose –  Kaori Imabeppu: 21-19 / 21-13
- Ai Goto –  Xu Huaiwen: 9-21 / 21-13 / 21-14
- Anna Rice –  Aditi Mutatkar: 21-18 / 21-15
- Zhou Mi –  Kati Tolmoff: 21-19 / 21-8
- Petya Nedelcheva –  Yao Jie: 21-17 / 9-21 / 21-11
- Zhu Lin –  Filipa Lamy: 21-8 / 21-9
- Maria Kristin Yulianti –  Jill Pittard: 21-10 / 21-10
- Lu Lan –  Yu Hirayama: 21-12 / 21-8
- Wang Lin –  Camilla Sørensen: 21-13 / 21-17
- Megumi Taruno –  Larisa Griga: 21-15 / 21-19
- Tine Baun –  Judith Meulendijks: 21-16 / 21-16
- Adriyanti Firdasari –  Susan Egelstaff: 21-14 / 24-22
- Ai Goto –  Eriko Hirose: 21-11 / 23-21
- Zhou Mi –  Anna Rice: 21-19 / 21-16
- Zhu Lin –  Petya Nedelcheva: 21-12 / 8-21 / 22-20
- Lu Lan –  Maria Kristin Yulianti: 21-19 / 12-21 / 21-16
- Wang Lin –  Megumi Taruno: 21-16 / 21-15
- Tine Baun –  Adriyanti Firdasari: 21-15 / 21-18
- Zhou Mi –  Ai Goto: 21-10 / 18-21 / 21-12
- Lu Lan –  Zhu Lin: 21-16 / 21-7
- Wang Lin –  Tine Baun: 21-17 / 13-21 / 21-18
- Zhou Mi –  Lu Lan: 21-16 / 21-15
- Wang Lin –  Zhou Mi: 21-18 / 21-10

### Herrendoppel
- Markis Kido /  Hendra Setiawan –  Anthony Clark /  Nathan Robertson: 21-19 / 21-8
- Zakry Abdul Latif /  Fairuzizuan Tazari –  Robert Adcock /  Robin Middleton: 21-10 / 21-18
- Koo Kien Keat /  Tan Boon Heong –  Michael Fuchs /  Ingo Kindervater: 21-10 / 21-16
- Rasmus Andersen /  Peter Steffensen –  Baptiste Carême /  Laurent Constantin: 25-23 / 21-14
- Cai Yun /  Xu Chen –  Kasper Faust Henriksen /  Christian Skovgaard: 21-16 / 21-13
- Kenichi Hayakawa /  Kenta Kazuno –  Niklas Hoff /  Peter Mørk: 21-15 / 21-14
- Jacob Chemnitz /  Mikkel Delbo Larsen –  Martin Kragh /  Tore Vilhelmsen: 21-8 / 21-11
- Yonathan Suryatama Dasuki /  Rian Sukmawan –  Mikkel Elbjørn /  Mads Pieler Kolding: 21-12 / 21-17
- Fu Haifeng /  Shen Ye –  Jorrit de Ruiter /  Jürgen Wouters: 21-9 / 21-10
- Mathias Boe /  Carsten Mogensen –  Johannes Schöttler /  Tim Dettmann: 21-15 / 21-12
- Michał Łogosz /  Robert Mateusiak –  Peter Christophersen /  Kristian Skov: 21-14 / 21-4
- Martin Bayer /  Michael Jensen –  Johnny Hast Hansen /  Christian Lind Thomsen: 17-21 / 21-11 / 21-12
- Lars Paaske /  Jonas Rasmussen –  Chris Langridge /  David Lindley: 21-15 / 21-12
- Ruud Bosch /  Koen Ridder –  Martin Faborg Jensen /  Dennik Peto: w.o.
- Anders Kristiansen /  Simon Mollyhus –  Guo Zhendong /  He Hanbin: w.o.
- Chris Adcock /  Robert Blair –  Mohammad Ahsan /  Bona Septano: w.o.
- Markis Kido /  Hendra Setiawan –  Ruud Bosch /  Koen Ridder: 21-9 / 21-11
- Zakry Abdul Latif /  Fairuzizuan Tazari –  Anders Kristiansen /  Simon Mollyhus: 21-15 / 24-22
- Cai Yun /  Xu Chen –  Kenichi Hayakawa /  Kenta Kazuno: 16-21 / 21-17 / 21-9
- Yonathan Suryatama Dasuki /  Rian Sukmawan –  Jacob Chemnitz /  Mikkel Delbo Larsen: 21-12 / 21-17
- Fu Haifeng /  Shen Ye –  Mathias Boe /  Carsten Mogensen: 21-16 / 9-21 / 21-14
- Michał Łogosz /  Robert Mateusiak –  Martin Bayer /  Michael Jensen: 21-13 / 21-9
- Lars Paaske /  Jonas Rasmussen –  Chris Adcock /  Robert Blair: 21-14 / 16-21 / 21-17
- Koo Kien Keat /  Tan Boon Heong –  Rasmus Andersen /  Peter Steffensen: w.o.
- Markis Kido /  Hendra Setiawan –  Zakry Abdul Latif /  Fairuzizuan Tazari: 21-12 / 21-17
- Cai Yun /  Xu Chen –  Koo Kien Keat /  Tan Boon Heong: 21-19 / 21-17
- Fu Haifeng /  Shen Ye –  Yonathan Suryatama Dasuki /  Rian Sukmawan: 21-18 / 21-9
- Lars Paaske /  Jonas Rasmussen –  Michał Łogosz /  Robert Mateusiak: w.o.
- Markis Kido /  Hendra Setiawan –  Cai Yun /  Xu Chen: 21-23 / 21-10 / 21-14
- Fu Haifeng /  Shen Ye –  Lars Paaske /  Jonas Rasmussen: 17-21 / 21-13 / 21-19
- Markis Kido /  Hendra Setiawan –  Fu Haifeng /  Shen Ye: 21-18 / 21-19

### Damendoppel
- Helle Nielsen /  Marie Røpke –  Rachel van Cutsen /  Paulien van Dooremalen: 22-20 / 21-12
- Nitya Krishinda Maheswari /  Greysia Polii –  Emelie Fabbeke /  Emma Wengberg: 21-7 / 21-10
- Jwala Gutta /  Shruti Kurien –  Christinna Pedersen /  Mie Schjøtt-Kristensen: 21-14 / 12-21 / 21-17
- Lena Frier Kristiansen /  Kamilla Rytter Juhl –  Yasuyo Imabeppu /  Shizuka Matsuo: 19-21 / 25-23 / 21-13
- Rani Mundiasti /  Jo Novita –  Maria Helsbøl /  Anne Skelbæk: 21-18 / 21-11
- Heather Olver /  Suzanne Rayappan –  Elisa Chanteur /  Laura Choinet: 21-10 / 21-13
- Judith Meulendijks /  Yao Jie –  Jenny Wallwork /  Gabrielle Adcock: 21-17 / 21-18
- Lita Nurlita /  Endang Nursugianti –  Imogen Bankier /  Sarah Bok: w.o.
- Nicole Grether /  Charmaine Reid –  Ng Hui Lin /  Woon Khe Wei: w.o.
- Nitya Krishinda Maheswari /  Greysia Polii –  Cheng Shu /  Zhao Yunlei: 21-15 / 21-16
- Chin Eei Hui /  Wong Pei Tty –  Jwala Gutta /  Shruti Kurien: 21-15 / 21-15
- Pan Pan /  Tian Qing –  Lita Nurlita /  Endang Nursugianti: 21-14 / 21-13
- Lena Frier Kristiansen /  Kamilla Rytter Juhl –  Nicole Grether /  Charmaine Reid: 21-10 / 21-11
- Helle Nielsen /  Marie Røpke –  Du Jing /  Yu Yang: w.o.
- Rani Mundiasti /  Jo Novita –  Kumiko Ogura /  Reiko Shiota: w.o.
- Heather Olver /  Suzanne Rayappan –  Aki Akao /  Tomomi Matsuda: w.o.
- Judith Meulendijks /  Yao Jie –  Vita Marissa /  Liliyana Natsir: w.o.
- Nitya Krishinda Maheswari /  Greysia Polii –  Helle Nielsen /  Marie Røpke: 21-13 / 21-13
- Chin Eei Hui /  Wong Pei Tty –  Pan Pan /  Tian Qing: 21-12 / 21-9
- Rani Mundiasti /  Jo Novita –  Lena Frier Kristiansen /  Kamilla Rytter Juhl: 21-16 / 21-19
- Judith Meulendijks /  Yao Jie –  Heather Olver /  Suzanne Rayappan: 21-13 / 21-11
- Chin Eei Hui /  Wong Pei Tty –  Nitya Krishinda Maheswari /  Greysia Polii: 21-19 / 21-16
- Rani Mundiasti /  Jo Novita –  Judith Meulendijks /  Yao Jie: 16-21 / 21-15 / 21-16
- Chin Eei Hui /  Wong Pei Tty –  Rani Mundiasti /  Jo Novita: 23-21 / 21-12

### Mixed
- Robert Blair /  Imogen Bankier –  Johannes Schöttler /  Birgit Overzier: 21-12 / 21-15
- Nathan Robertson /  Jenny Wallwork –  Xu Chen /  Pan Pan: 21-18 / 21-14
- Thomas Laybourn /  Kamilla Rytter Juhl –  Robert Adcock /  Heather Olver: 21-7 / 21-10
- Ruud Bosch /  Paulien van Dooremalen –  Mark-Philip Winther /  Trine Niemeier: 21-19 / 21-14
- Rasmus Bonde /  Helle Nielsen –  Rodrigo Pacheco /  Kristína Gavnholt: 21-12 / 21-14
- Chris Adcock /  Gabrielle Adcock –  Jacob Chemnitz /  Marie Røpke: 21-18 / 4-4 ret.
- Flandy Limpele /  Greysia Polii –  Mikkel Elbjørn /  Maria Helsbøl: 21-15 / 21-12
- Joachim Fischer Nielsen /  Christinna Pedersen –  Devin Lahardi Fitriawan /  Lita Nurlita: 21-23 / 21-11 / 21-10
- Valiyaveetil Diju /  Jwala Gutta –  Anggun Nugroho /  Endang Nursugianti: 21-15 / 21-12
- Anthony Clark /  Donna Kellogg –  Jorrit de Ruiter /  Ilse Vaessen: 21-11 / 21-15
- Mikkel Delbo Larsen /  Mie Schjøtt-Kristensen –  Peter Mørk /  Amalie Fangel: 21-18 / 21-18
- David Lindley /  Suzanne Rayappan –  Baptiste Carême /  Laura Choinet: 21-10 / 21-11
- Peter Christophersen /  Maria Thorberg –  Nova Widianto /  Liliyana Natsir: w.o.
- Christian Skovgaard /  Anne Skelbæk –  Tan Wee Kiong /  Woon Khe Wei: w.o.
- Christian Skovgaard /  Anne Skelbæk –  Peter Christophersen /  Maria Thorberg: 21-17 / 21-12
- Robert Blair /  Imogen Bankier –  Nathan Robertson /  Jenny Wallwork: 21-15 / 21-12
- Thomas Laybourn /  Kamilla Rytter Juhl –  Ruud Bosch /  Paulien van Dooremalen: 21-4 / 21-9
- Rasmus Bonde /  Helle Nielsen –  Chris Adcock /  Gabrielle Adcock: 22-20 / 21-17
- Joachim Fischer Nielsen /  Christinna Pedersen –  Flandy Limpele /  Greysia Polii: 24-22 / 21-13
- Anthony Clark /  Donna Kellogg –  Valiyaveetil Diju /  Jwala Gutta: 21-16 / 21-17
- David Lindley /  Suzanne Rayappan –  Mikkel Delbo Larsen /  Mie Schjøtt-Kristensen: 25-23 / 19-21 / 21-19
- Robert Blair /  Imogen Bankier –  Christian Skovgaard /  Anne Skelbæk: 21-12 / 21-15
- Thomas Laybourn /  Kamilla Rytter Juhl –  Rasmus Bonde /  Helle Nielsen: 21-17 / 21-16
- Joachim Fischer Nielsen /  Christinna Pedersen –  Anthony Clark /  Donna Kellogg: 21-18 / 21-8
- Thomas Laybourn /  Kamilla Rytter Juhl –  Robert Blair /  Imogen Bankier: 21-14 / 21-17
- Joachim Fischer Nielsen /  Christinna Pedersen –  David Lindley /  Suzanne Rayappan: 21-16 / 21-17
- Joachim Fischer Nielsen /  Christinna Pedersen –  Thomas Laybourn /  Kamilla Rytter Juhl: 21-14 / 21-17